# 인민대표평의회

1918년 독일 혁명 당시 권력구조도.

인민대표평의회(독일어: Rat der Volksbeauftragten)는 1918년 독일 혁명으로 수립되어 1919년 2월까지 기능한 혁명내각이다. 인민대표평의회는 1918년 11월 11일 연합국과의 휴전을 주도했으며 1919년 1월 19일 바이마르 국민의회 총선을 준비했다. 또한 참정권 제도를 개혁하여 독일 역사상 처음으로 여성에게 투표권을 부여했다.
| 직책                                                                | 성명                             | 재임기간                                 | 정당       | 정당           |
| ------------------------------------------------------------------- | -------------------------------- | ---------------------------------------- | ---------- | -------------- |
| 주석 Vorsitz                                                        | 프리드리히 에베르트              | 1918년 11월 10일-1919년 2월 11일         |            | 사회민주당     |
| 내무소관 Ressort Inneres                                            | 프리드리히 에베르트              | 1918년 11월 10일-1919년 2월 11일         |            | 사회민주당     |
| 군무소관 Ressort Militärwesen                                       | 프리드리히 에베르트              | 1918년 11월 10일-1919년 2월 11일         |            | 사회민주당     |
| 공동주석 Vorsitz                                                    | 후고 하제                        | 1918년 11월 10일-1918년 12월 29일 (사임) |            | 독립사회민주당 |
| 외무소관 Ressort Äußeres                                            | 후고 하제                        | 1918년 11월 10일-1918년 12월 29일 (사임) |            | 독립사회민주당 |
| 법무소관 Ressort Justiz                                             | 후고 하제                        | 1918년 11월 10일-1918년 12월 29일 (사임) |            | 독립사회민주당 |
| 식민소관 Ressort Kolonien                                           | 후고 하제                        | 1918년 11월 10일-1918년 12월 29일 (사임) |            | 독립사회민주당 |
| 재무소관 Ressort Finanzen                                           | 필리프 샤이데만                  | 1918년 11월 10일-1919년 2월 11일         |            | 사회민주당     |
| 재무소관 Ressort Finanzen                                           | 오토 란츠베르크                  | 1918년 11월 10일-1919년 2월 11일         |            | 사회민주당     |
| 언론보도소관 Ressort Presse- und Nachrichtenwesen                   | 오토 란츠베르크                  | 1918년 11월 19일-1919년 2월 11일         |            | 사회민주당     |
| 교통소관 Ressort Verkehr                                            | 빌헬름 디트만                    | 1918년 11월 10일-1918년 12월 29일 (사임) |            | 독립사회민주당 |
| 동원해제소관 Ressort Demobilisierung                                | 빌헬름 디트만                    | 1918년 11월 10일-1918년 12월 29일 (사임) |            | 독립사회민주당 |
| 구스타프 노스케                                                     | 1918년 12월 29일-1919년 2월 11일 |                                          | 사회민주당 |                |
| 구스타프 노스케                                                     | 1918년 12월 29일-1919년 2월 11일 | 육해군소관 Ressort Heer und Marine       | 사회민주당 |                |
| 국가평의회회의 연락책 Vermittlungsorgan zwischen Reichsrätekongress | 에밀 바르트                      | 1918년 11월 10일-1918년 12월 29일 (사임) |            | 독립사회민주당 |
| 사회소관 Ressort Sozialpolitik                                      | 에밀 바르트                      | 1918년 11월 10일-1918년 12월 29일 (사임) |            | 독립사회민주당 |
| 루돌프 비셀                                                         | 1918년 12월 29일-1919년 2월 11일 |                                          | 사회민주당 |                |